# SsangYong Rodius
La SsangYong Rodius è una vettura di tipo monovolume stile crossover prodotta dal 2004 al 2019 dalla casa automobilistica sudcoreana SsangYong Motor Company.
L'auto è stata disegnata da Ken Greenley, ex direttore del corso di design automobilistico del Royal College of Art di Londra.

## Prima serie (2004-2013)
L'auto è disponibile da 7 fino a 9 posti e con una motorizzazione (Euro 3), di derivazione Mercedes, 2.7 XDi turbodiesel common rail da 165 CV e trasmissione TOD (Torque on demand), un particolare tipo di trazione integrale.
L'obiettivo della Rodius era di catturare l'essenza degli yacht di lusso ma il risultato è stato controverso tanto che, nel 2005, ha vinto un dubbioso premio per "l'auto più brutta sulle strade" (nel Regno Unito) e la rivista Top Gear Magazine l'ha descritta come una macchina che sembra "presa a bottigliate in una rissa in un pub e cucita insieme da un cieco". Anche in Italia, tramite un sondaggio de Il Sole 24 Ore, è stata inserita nel 2008 tra le auto più brutte ottenendo il 12% dei voti.
Anche nella scelta del nome la casa coreana ha voluto differenziarsi, Rodius risulta infatti essere nato dalla contrazione delle parole Road e Zeus, in una libera interpretazione di re delle strade. Su alcuni mercati è conosciuta anche come Stavic.
Gli accessori disponibili sono quasi tutti di serie, in opzione può essere richiesto il cambio automatico in sostituzione del cambio meccanico a 5 marce di serie.
Nel 2006 la motorizzazione della vettura è stata riomologata secondo le normative Euro 4 mentre nel 2007 al Salone Internazionale di Ginevra è stata esposta una versione ristilizzata, con un frontale leggermente modificato.

## Seconda serie (2013-2019)

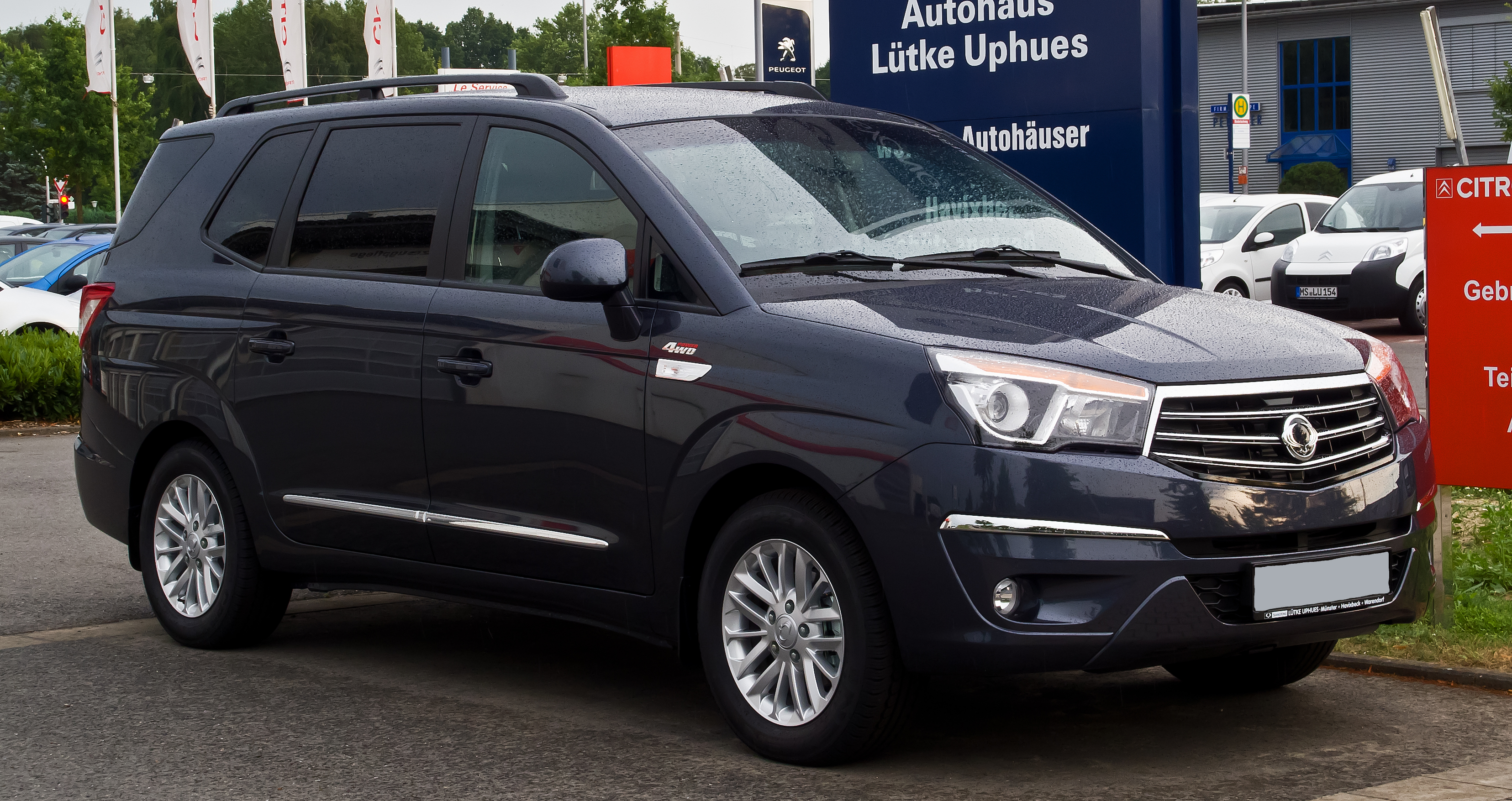
La Rodius seconda serie

Al salone dell'automobile di Ginevra 2013 è stata presentata la seconda serie, che in realtà è un profondo restyling della precedente aggiornata nel frontale e nel posteriore. L'interno rimane pressoché invariato con piccole modifiche quali l'aggiunta di due airbag laterali per i posti anteriori, di un trip computer, dell'aggiunta in plancia di un ingresso USB e AUX per l'impianto multimedia. Anche il motore è stato sostituito con il quattro cilindri turbodiesel due litri e-XDI erogante 155 CV e 360 Nm di coppia massima già montato dalla casa sugli altri modelli della casa. L'omologazione ora è Euro 5 con prestazioni e consumi invariati rispetto alla precedente versione.
La seconda serie viene ribattezzata Korando Turismo in Corea del Sud mentre viene chiamata Stavic in alcuni mercati asiatici e sud americani. Nel 2016 viene presentato un ultimo restyling e debutta il nuovo cambio Mercedes-Benz E-Tronic a 7 marce che sostituisce il vecchio 5 marce mentre viene aggiornato il manuale a 6 marce. Con il restyling il motore 2.0 viene pensionato e sostituito da un nuovo 2.2 diesel quattro cilindri e-XDI common rail omologato Euro 6 erogante 178 cavalli. Viene introdotto anche un nuovo sistema di infotainment con impianto touchscreen e connettività Apple CarPlay e Android Auto.
Nel luglio 2019 esce di produzione a causa delle basse vendite e dell’entrata in vigore della normativa di omologazione WLTP per le emissioni inquinanti.